# 切爾訥泰什蒂鄉 (多爾日縣)
44°27′N 23°26′E / 44.450°N 23.433°E
切爾訥泰什蒂鄉（羅馬尼亞語：Comuna Cernătești, Dolj），是羅馬尼亞的鄉份，位於該國西南部，由多爾日縣負責管轄，面積57平方公里，海拔高度157米，2007年人口2,031，人口密度每平方公里35人。